# Neorhaphiomidas norrisi
Neorhaphiomidas norrisi är en tvåvingeart som beskrevs av Paramonov 1953. Neorhaphiomidas norrisi ingår i släktet Neorhaphiomidas och familjen Mydidae. Inga underarter finns listade i Catalogue of Life.